# Нарине Григорян
Нарине Григорян (на западноарменски: Նարինէ Գրիգորեան) е арменска актриса и режисьор. През 2013 г. е удостоена със званието заслужил артист на Република Армения.

## Биография
Родена е на 14 юни 1980 г. в град Степанакерт (днес Ханкенди), Азербайджанска ССР, СССР. През 2002 г. завършва Ереванския държавен институт за театър и кино, а по-късно завършва театрален мениджмънт в Санкт Петербург, Бостън и Ню Йорк. От 2003 г. преподава актьорско майсторство и режисура в Ереванския държавен институт за театър и кино. Удостоена е с наградата за най-добра млада актриса на годината за изпълненията си в пиесите „Ах, жени“ (2005) и „Мечка“ от Антон Чехов (2009).
През 2005 г. тя участва в Международния фестивал на експерименталните театри в Кайро, където представя спектакъла „Ловът на очите“ по творбите на Г. Карапетян. През 2007 г. участва във фестивала „Балтийска къща“ в Санкт Петербург, където представя спектакъла „Синята топка“ по разказа „Приказка за Сонечка“ от Марина Цветаева. През 2011 г. участва във фестивала „Златна маска“ в програмата „Маска плюс“ в Държавния куклен театър в Ереван, където представя спектакъла „Полет над града“ на Ануш Аслибекян. Представя също спектаклите „Поздравления за делничен ден“ от Яан Тятте (в Руския драматичен театър „Константин Станиславски“ в Ереван) и „Отвъд рамката“ (импровизационен спектакъл в Ереванския държавен театър на пантомимата).
От 2005 г. Нарине Григорян е участник в Актьорския образователен курс на младите режисьори, провеждани в рамките на Международния театрален фестивал „Антон Чехов“. Тя участва също в актьорските образователни курсове на Анатолий Василиев в Москва, Лев Додин в Санкт Петербург, както и в програмата за театрален мениджмънт в Бостън през 2008 г., в Ателието на института Гротовски във Вроцлав през 2009 г.